# الحرجة (بني سويف)
قرية الحرجة هي إحدى القرى التابعة لمركز ناصر في محافظة بني سويف في جمهورية مصر العربية. حسب إحصاءات سنة 2006، بلغ إجمالي السكان في الحرجة 4020 نسمة، منهم 2093 رجل و1927 امرأة.